# ويليس إتش دونز
ويليس إتش دونز (بالإنجليزية: Willis H. Downs)‏ هو عسكري أمريكي، ولد في سبتمبر 1866 في هامدن في الولايات المتحدة، وتوفي في 15 سبتمبر 1929 في جيمستاون في الولايات المتحدة.